# Axel Brusewitz
Axel Karl Adolf Brusewitz, född 9 juni 1881 i Vichtis, Nylands län, död 27 september 1950, var en svensk statsvetare, professor skytteanus vid Uppsala universitet 1923–1947. 
Brusewitz föddes i  Finland som son till Adolf Brusewitz och Sigrid Jönsson. Fadern fick tjänst som föreståndare vid gas- och vattenverket i Eslöv, och familjen kom till Sverige där släkten varit verksam sedan 1600-talet. 
Brusewitz tog mogenhetsexamen i Uppsala och fortsatte sina studier vid universitetet där. Han blev filosofie kandidat 1903, och filosofie licentiat 1909. År 1913 disputerade han för filosofie doktorsgrad med avhandlingen Representationsfrågan vid 1809-10 års riksdag och blev docent samma år vid Uppsala universitet. Brusewitz var en av de 12 första medlemmarna i den socialdemokratiska studentföreningen Laboremus som bildades 1902.
Redan året därefter lämnade han tjänsten för att undervisa officersaspiranter i stats- och samhällslära vid Krigsskolan samt modersmål vid Uppsala folkskoleseminarium.
År 1923 utsågs han till professor skytteanus. I det ämbetet bidrog han avsevärt till att stimulera till studier i statskunskap. Han var mycket högt ansedd och hade flera betydande anhängare.
Han forskningsinsats gällde frågor om parlamentarismens villkor och utveckling. Riksdagen och grundlagarna var föremål för flera viktigare arbeten, som Riksdagens kontrollmakt (1938), Utrikesfrågors behandling i den svenska riksdagen (1941) och Studier öfver 1809 års författningskris (1917). 
År 1916 gifte han sig med Sara Ihran. Brusewitz blev 1924 ledamot av Kungliga Humanistiska Vetenskapssamfundet i Uppsala. Han ligger begraven på Gamla kyrkogården i Uppsala.